# ツインフィルム
ツインフィルムとは、2つの映画スタジオが同時期に製作・公開した、同じまたは非常に類似したプロットの映画のことを指す。この現象は、2つ以上の制作会社がほぼ同時期に類似した脚本に投資し、観客に映画を配給するために競争した結果として起こるものである。また、産業スパイやスタジオ間のスタッフの移動、同じ脚本が採用される前に複数の映画スタジオに送付されることなどが原因とされている。そのほか、火山の噴火やリアリティ番組、テロ攻撃、または重要な記念日などの話題性のある問題を扱っている場合、そのコンセプトが何度も繰り返し題材として取り上げられるという説もある。
いわゆる盗作や二番煎じ、オマージュとは異なる概念である。
脚本家のテリー・ロッシオは、複数のスタジオで同じようなテーマの映画プロジェクトが常に進行しているが、通常は一定期間に1本しか製作されないため、ツインフィルムはこの傾向の例外と考えた方が良いと述べている。1974年に公開された『タワーリング・インフェルノ』では、燃える超高層ビルを舞台にしたアクション・スリラー映画が競合することを恐れたハリウッドの2つのスタジオが、それぞれの作品を1本の（オールスターの）映画に統合することを決断した。
ツインフィルムは通常、大規模な予算で製作されるが、モックバスターは低予算で製作され、タイトル、美学、テーマなどが大ヒット映画と類似している場合がある。モックバスターは、大作映画がもたらした話題性を利用しつつ、より限定的な公開とマーケティングをされるのが一般的である。
プロデューサーのビンガム・レイは、2006年に公開されたトルーマン・カポーティの伝記映画『Infamous』の脚本家が、自分の脚本が完成したと電話してきたときの会話の中で、自分が「知ってるよ、机の上に置いてあるんだ！」と返答した後に、実際に自分の手元にあったのは別の作家による伝記映画『カポーティ』の脚本であることに気づいたと振り返っている。

## 代表的な例
ツインフィルムの代表的な例。
| 最初に公開された映画                                                                              | 公開年 | 後に公開された映画                                                                            | 公開年 | 類似性 |
| ------------------------------------------------------------------------------------------------- | ------ | --------------------------------------------------------------------------------------------- | ------ | --- |
| The Rise of Catherine the Great                                                                   | 1934   | 恋のページェント The Scarlet Empress                                                          | 1934   | どちらもエカチェリーナ大帝を題材にしている。 |
| 黒蘭の女 Jezebel                                                                                  | 1938   | 風と共に去りぬ Gone with the Wind                                                             | 1939   | ウィリアム・ワイラー監督の『黒蘭の女』（1938年）は、『風と共に去りぬ』（1939年）のスカーレット・オハラ役を勝ち取れなかったベティ・デイヴィスのために製作されたと言われている。どちらの映画も南北戦争中の気性の荒い独立した南部の女性を描いたものだった。 |
| 若き日のリンカン Young Mr. Lincoln                                                                | 1939   | エイブ・リンカーン Abe Lincoln in Illinois                                                    | 1940   | どちらもエイブラハム・リンカーンを題材にしている。 |
| ラビット狂騒曲 Rhapsody Rabbit                                                                    | 1946   | ピアノ・コンサート The Cat Concerto                                                           | 1947   | いずれも、ピアノ奏者とネズミの攻防を描いており、劇中で『ハンガリー狂詩曲』が用いられる点においても共通している。参考：ピアノ・コンサート#特記事項。 |
| オスカー・ワイルド Oscar Wilde                                                                    | 1960   | The Trials of Oscar Wilde                                                                     | 1960   | オスカー・ワイルドを主題としている。 |
| 博士の異常な愛情 または私は如何にして心配するのを止めて水爆を愛するようになったか Dr. Strangelove | 1964   | 未知への飛行 Fail Safe                                                                        | 1964   | いずれも偶発的に起きた核戦争を主題としている。 |
| Harlow                                                                                            | 1965   | ハーロー Harlow                                                                               | 1965   | いずれもジーン・ハーロウを題材としている。 |
| 大人になれば… You're a Big Boy Now                                                                | 1966   | 卒業 The Graduate                                                                             | 1967   | いずれも、青年と年上の女性の恋を描いたコメディ調の青春映画である。また、1968年には『めざめ』という似たようなテーマの映画が公開されている。 |
| 合併結婚 Yours, Mine and Ours                                                                     | 1968   | With Six You Get Eggroll                                                                      | 1968   | どちらの作品も、未亡人となった両親が結婚し、両家の融合をテーマにしている。 |
| 最後の栄光 Leo the Last                                                                           | 1970   | 真夜中の青春 The Landlord                                                                     | 1970   | いずれも、上流階級の白人男性と、下流階級の黒人男性の間に起きた出来事を主題としている。 |
| いちご白書 The Strawberry Statement                                                               | 1970   | …YOU… Getting Straight                                                                        | 1970   | 大学での学生運動を主題としている。同年には『終りなき戦いの詩』と『R. P. M.』という映画も公開されている。 |
| 血まみれギャングママ Bloody Mama                                                                  | 1970   | 傷だらけの挽歌 The Grissom Gang                                                               | 1971   | いずれも、ギャングのケイト・バーカーをモデルとしている。 |
| スウィート・スウィートバック Sweet Sweetback's Baadasssss Song                                    | 1971   | 黒いジャガー Shaft                                                                            | 1971   | いずれも、ブラックスプロイテーション映画の先駆けとして扱われる。 |
| ゴッドスペル Godspell                                                                             | 1973   | ジーザス・クライスト・スーパースター Jesus Christ Superstar                                   | 1973   | いずれも、イエス・キリストを主題としたミュージカルを原作としている。 |
| 熱い賭け The Gambler                                                                              | 1974   | ジャックポット California Split                                                               | 1974   | いずれも、ギャンブルによって没落するユダヤ人を主題としている |
| カンバセーション…盗聴… The Conversation                                                           | 1974   | パララックス・ビュー The Parallax View                                                        | 1974   | 前年に公開された『ダラスの熱い日』同様、暗殺を主題とした陰謀ものである。 |
| キャノンボール Cannonball                                                                         | 1976   | 激走!5000キロ The Gumball Rally                                                               | 1976   | いずれも非公認レース「キャノンボールベイカー」を主題としている。 |
| コルヴェット・サマー Corvette Summer                                                              | 1978   | 赤いスティングレーを追え! Stingray                                                            | 1978   | いずれもシボレー・コルベットを主題としたアクションコメディである。 |
| 戦場 Go Tell the Spartans                                                                         | 1978   | 帰郷 Coming Home                                                                              | 1978   | 『ディア・ハンター』(1978)や『地獄の黙示録』(1979)同様、いずれもベトナム戦争におけるアメリカ人を主題としている。 |
| ウォリアーズ The Warriors                                                                         | 1979   | The Wanderers                                                                                 | 1979   | いずれも、様々な人種の若者たちで構成されたストリートギャング同士の戦いを描いている。 |
| ノスフェラトゥ Nosferatu: Phantom der Nacht                                                       | 1979   | ドラキュラ Dracula                                                                            | 1979   | いずれも、ブラム・ストーカーの『吸血鬼ドラキュラ』を原作としている。また、同年にはパロディ映画『ドラキュラ都へ行く』が公開されている。 |
| 悪魔の棲む家 The Amityville Horror                                                                | 1979   | シャイニング The Shining                                                                      | 1980   | どちらも、前の入居者一家が殺された家に家族が引っ越してきて、父親が前の殺人者のようになり、最終的に斧で家族を襲うという超自然的ホラー映画。 |
| Border Cop                                                                                        | 1979   | Borderline                                                                                    | 1980   | いずれも、国境警備隊と犯罪者の対決を主題としており、1982年に公開された『ボーダー』も同様である。 |
| ラスト・カーチェイス The Last Chase                                                               | 1981   | ファイヤーバード2015 Firebird 2015 AD                                                         | 1981   | いずれも、法律で自動車の私有が禁じられた近未来を舞台としている。 |
| ロアーズ Roar                                                                                     | 1981   | マン・ハンティング/人間狩り Savage Harvest                                                    | 1981   | いずれも、アフリカを舞台に、ライオンに襲われるアメリカ人家族を描いている。 |
| ハウリング The Howling                                                                            | 1981   | ウルフェン Wolfen                                                                             | 1981   | いずれも、狼男ないしはそれに類似する存在を主題としており、同年公開された『狼男アメリカン』も同様である。 |
| ポーキーズ Porky's                                                                                | 1981   | グローイング・アップ/ラスト・バージン The Last American Virgin                                | 1982   | いずれも、青年たちの童貞捨て競争を主題としている。1983年には同様のテーマを扱った『恋のアタック学園』と『爆笑!?恋のABC体験』が公開されている。 |
| The Killing of Angel Street                                                                       | 1981   | Heatwave                                                                                      | 1982   | いずれも、オーストラリアの反開発活動家フアニータ・ニールセン失踪事件をモデルとしている。 |
| Some Kind of Hero                                                                                 | 1982   | ランボー First Blood                                                                          | 1982   | いずれも、市民生活に戻れずにいるベトナム戦争からの復員兵を主題としている。 |
| カルメン Carmen                                                                                   | 1983   | カルメン Carmen                                                                               | 1984   | いずれも、ジョルジュ・ビゼーのオペラ『カルメン』を主題としている。 |
| 007 オクトパシー Octopussy                                                                        | 1983   | ネバーセイ・ネバーアゲイン Never Say Never Again                                              | 1983   | いずれも、ジェームズ・ボンドを主人公としたスパイ映画だが、それぞれ演者が異なる。 |
| ワイルド・スタイル Wild Style                                                                     | 1983   | ビート・ストリート Beat Street                                                                | 1984   | いずれも、オールドスクール・ヒップホップを主題としている。また『ワイルド・スタイル』が公開された1983年には、グラフィティとブレイクダンスを主題としたドキュメンタリ映画『Style Wars』が、『ビート・ストリート』が公開された1984年には『ブレイクダンス』がそれぞれ公開されている。また1985年にはヒップホップレーベル Def Jamの結成を主題とした『クラッシュ・グルーブ』も公開されている。加えて、ロック・ステディ・クルーら、出演者が重複しているという特徴がある。 |
| ザ・デイ・アフター The Day After                                                                  | 1983   | SF核戦争後の未来・スレッズ Threads                                                            | 1984   | いずれも、核戦争の勃発とそれがもたらすものを題材としており、『テスタメント』(1983年)と『ワン・ナイト・スタンド』（1984年）も同様である。 |
| カントリー Country                                                                                | 1984   | ザ・リバー The River                                                                          | 1984   | 同年公開された『プレイス・イン・ザ・ハート』も含め、いずれも家族経営の農場が直面する危機を描いている。 |
| ドリームスケープ Dreamscape                                                                       | 1984   | エルム街の悪夢 A Nightmare On Elm Street                                                      | 1984   | いずれも、現実世界に影響を及ぼす夢の中の殺人者を主題としている。 |
| グレムリン Gremlins                                                                               | 1984   | グーリーズ Ghoulies                                                                           | 1985   | 1986年に公開された『クリッター』も含め、いずれも、邪悪な小動物を主題としている。 |
| ランボー/怒りの脱出 Rambo: First Blood Part II                                                    | 1985   | コマンドー Commando                                                                           | 1985   | これら2作品の前年に公開された『地獄のヒーロー』も含め、いずれもワンマンアーミーものである。 |
| バタリアン The Return of the Living Dead                                                          | 1985   | 死霊のえじき Day of the Dead                                                                  | 1985   | 共にゾンビ映画。『バタリアン』は、ジョージ・A・ロメロ監督『ナイト・オブ・ザ・リビングデッド』(1968)のオマージュ要素があるホラー・コメディで、『死霊のえじき』はロメロ自身の監督作。 |
| ときめきサイエンス Weird Science                                                                  | 1985   | 天才アカデミー Real Genius                                                                    | 1985   | 同年に公開された『マイ・サイエンス・プロジェクト』も含め、高校生による科学実験が巻き起こす騒動を描いている。 |
| バック・トゥ・ザ・フューチャー Back to the Future                                                 | 1985   | ペギー・スーの結婚 Peggy Sue Got Married                                                      | 1986   | いずれも、主人公が家族の高校時代までタイムスリップする内容である。 |
| フライトナイト Fright Night                                                                       | 1985   | ヴァンプ Vamp                                                                                 | 1986   | 1987年公開の『ロストボーイ』と『ニア・ダーク/月夜の出来事』含め、いずれも吸血鬼を主題とした青春映画である。 |
| トップガン Top Gun                                                                                | 1986   | アイアン・イーグル Iron Eagle                                                                 | 1986   | いずれも戦闘機乗りを主題としている。 |
| アメリカ物語 An American Tail                                                                     | 1986   | オリビアちゃんの大冒険 The Great Mouse Detective                                              | 1986   | いずれもネズミを主人公としたアニメ映画である。 |
| GoBots: Battle of the Rock Lords                                                                  | 1986   | トランスフォーマー ザ・ムービー The Transformers: The Movie                                   | 1986   | いずれも、変形ロボットを題材としたテレビアニメの劇場版である。 |
| 悪魔の改造人間 The Vindicator                                                                     | 1986   | ロボコップ RoboCop                                                                            | 1987   | いずれも、善人が悪人によって瀕死の重傷を負い、サイボーグとしてよみがえり、悪に立ち向かうという内容である。 |
| ゴシック Gothic                                                                                   | 1986   | 幽霊伝説 フランケンシュタイン誕生物語 Haunted Summer                                          | 1988   | 1988年に公開された『幻の城/バイロンとシェリー』(1988)含め、いずれも「ディオダティ荘の怪奇談義」を題材としている。 |
| リンク Link                                                                                       | 1986   | モンキー・シャイン Monkey Shines                                                              | 1988   | いずれも霊長類が敵として登場するホラー映画である。 |
| 摩天楼はバラ色に The Secret of My Succe$s                                                         | 1987   | ワーキング・ガール Working Girl                                                               | 1988   | いずれも、ニューヨークで低賃金の職に就く主人公が、経営者のふりをしたりする映画である。 |
| ハモンド家の秘密 Like Father, Like Son                                                            | 1987   | ビッグ Big                                                                                    | 1988   | 他にも『バイス・バーサ／ボクとパパの大逆転』、『18 Again!』、『14 Going on 30』など、いずれも少年がいきなり成人男性になる、もしくは成人男性と肉体が入れ替わる内容である。 |
| 危険な関係 Dangerous Liaisons                                                                     | 1988   | 恋の掟 Valmont                                                                                | 1989   | いずれも『危険な関係』を原作とする。 |
| K-9/友情に輝く星 K-9                                                                              | 1989   | ターナー&フーチ/すてきな相棒 Turner & Hooch                                                   | 1989   | いずれも、警察犬を主題としている。 |
| ザ・デプス DeepStar Six                                                                           | 1989   | リバイアサン Leviathan                                                                        | 1989   | いずれも、深海に潜む未知の生物を主題とした映画である。また、これら2作が公開された1989年には『アビス』、『エル・ディアボロ/カリブに棲む悪魔』、『マンタ』という同じテーマを扱った作品が3作品公開された。なお、1990年に公開された『新リバイアサン/リフト』は、主題が近いものの、『リバイアサン』とは無関係である。 |
| 情熱のランバダ The Forbidden Dance                                                                | 1990   | ランバダ! 恋に燃えて Lambada                                                                  | 1990   | いずれも、ダンスの一種であるランバダを主題としている。 |
| ロビン・フッド Robin Hood: Prince of Thieves                                                      | 1991   | ロビン・フッド Robin Hood                                                                     | 1991   | いずれも、ロビンフッドを主題としている。 |
| ニューヨークのいたずら The Super                                                                  | 1991   | メル・ブルックス/逆転人生 Life Stinks                                                         | 1991   | いずれも、スラム街で生活する羽目になった上流階級の白人男性を主題としている。 |
| December Bride                                                                                    | 1991   | トゥルーラブ The Playboys                                                                     | 1992   | 両作品とも、小さな田舎町に住むアイルランド人の若い女性が、婚外子を産むことを決意するというストーリー。 |
| ハートブルー Point Break                                                                          | 1991   | ストーン・コールド Stone Cold                                                                 | 1991   | 『キング・オブ・ハーレー』(1992)含め、犯罪組織に潜入捜査官が潜り込むクライムアクション。 |
| 1492 コロンブス 1492: Conquest of Paradise                                                        | 1992   | コロンブス Christopher Columbus: The Discovery                                                | 1992   | いずれも、1492年のクリストファー・コロンブスによる新大陸発見を主題としている。 |
| Fear of a Black Hat                                                                               | 1993   | CB4                                                                                           | 1993   | いずれも、ヒップホップのパロディ映画であり、N.W.Aなどがパロディの題材となっている。また、ディーザー・D、ランス・クロウザー、LaVerne Anderson; Kimberly Hardinら双方の映画に出ている者もいる。 |
| 恋に落ちたら… Mad Dog and Glory                                                                   | 1993   | 幸福の条件 Indecent Proposal                                                                  | 1993   | 共に、男性が売春婦ではない女性を短期間貸し出されるという内容である。 |
| ハード・ターゲット Hard Target                                                                    | 1993   | サバイビング・ゲーム Surviving the Game                                                       | 1994   | いずれも、リチャード・コーネルの短編小説『もっとも危険なゲーム』にヒントを得たアクション・アドベンチャー映画である。 |
| トゥームストーン Tombstone                                                                        | 1993   | ワイアット・アープ Wyatt Earp                                                                 | 1994   | いずれも、ワイアット・アープを題材とした伝記映画である。 |
| がんばれ!ルーキー Rookie of the Year                                                              | 1993   | Little Big League                                                                             | 1994   | いずれも、12歳の少年がメジャーリーグ入りしようとする話である。 |
| カリフォルニア Kalifornia                                                                         | 1993   | ナチュラル・ボーン・キラーズ Natural Born Killers                                             | 1994   | いずれも殺人鬼カップルを主人公にしたロードムービーであり、実在の殺人鬼チャールズ・スタークウェザーから着想を得ているほか、2作品とも、ジュリエット・ルイスがメインキャラクターを演じている。また、『カリフォルニア』が上映された1993年には、ミニシリーズ『マーダー』が放送されている。 |
| スリー・オブ・ハーツ Three of Hearts                                                              | 1993   | スリーサム Threesome                                                                          | 1994   | いずれの作品も、異性愛者・同性愛者・両性愛者間の三角関係を描いている。 |
| ターミナル・ベロシティ Terminal Velocity                                                          | 1994   | ドロップ・ゾーン Drop Zone                                                                    | 1994   | いずれも、スカイダイビングを主題としたアクション映画である。 |
| アフリカン・ダンク The Air Up There                                                               | 1994   | スカウト/涙の81球 The Scout                                                                   | 1994   | いずれもスカウトを主題としている。 |
| 僕たちのサマーキャンプ／親の居ぬ間に… Camp Nowhere                                                | 1994   | Heavyweights                                                                                  | 1995   | いずれも、サマーキャンプに行きたくない子どもが起こす騒動主題としている。 |
| プリシラ The Adventures of Priscilla, Queen of the Desert                                         | 1994   | 3人のエンジェル To Wong Foo, Thanks for Everything! Julie Newmar                              | 1995   | いずれも、ドラァグクイーンの自分探しの旅を主題としたロードムービーである。 |
| ストリートファイター Street Fighter                                                               | 1994   | モータル・コンバット Mortal Kombat                                                            | 1995   | 1994年に公開された『ダブルドラゴン』も含め、いずれも対戦型格闘ゲームを原作としている点で共通している。 |
| ブレイブハート Braveheart                                                                         | 1995   | ロブ・ロイ/ロマンに生きた男 Rob Roy                                                           | 1995   | 『The Bruce』(1996)と共に、スコットランドの歴史上実在した人物の戦いを描く。 |
| ぼくはゴーディ Gordy                                                                              | 1994   | ベイブ Babe                                                                                   | 1995   | いずれも子豚を主題とした家族向け映画である。 |
| A Kid in King Arthur's Court                                                                      | 1995   | Kids of the Round Table                                                                       | 1995   | どちらも、現代のアメリカ人の少年がアーサー王伝説の登場人物と出会い、冒険を繰り広げる物語。 |
| ショーガール Showgirls                                                                            | 1995   | 素顔のままで Striptease                                                                       | 1996   | いずれもストリッパーを主題としている。 |
| パウダー Powder                                                                                   | 1995   | フェノミナン Phenomenon                                                                       | 1996   | いずれもテレパシーを使える男性の孤独を描いている。 |
| ザ・クラフト The Craft                                                                            | 1996   | リトル・ウィッチーズ Little Witches                                                           | 1996   | いずれも、魔術に触れるティーンエイジャーを主題としている。 |
| エグゼクティブ・デシジョン Executive Decision                                                     | 1996   | エアフォース・ワン Air Force One                                                              | 1997   | いずれも、テロリストによってハイジャックされた飛行機を乗客が取り戻そうとする内容である。 |
| ダンテズ・ピーク Dante's Peak                                                                     | 1997   | ボルケーノ Volcano                                                                            | 1997   | いずれも、火山の噴火を描いた災害映画である。 |
| ジャッカル The Jackal                                                                             | 1997   | アサインメント The Assignment                                                                 | 1997   | いずれも、「ジャッカル」という名前の暗殺者が出てくるアクション映画である。 |
| クンドゥン Kundun                                                                                 | 1997   | セブン・イヤーズ・イン・チベット Seven Years in Tibet                                         | 1997   | いずれも、20世紀半ばのチベットを舞台としており、ダライ・ラマ14世が中心人物として登場する。 |
| ホワイトハウスの陰謀 Murder at 1600                                                               | 1997   | 目撃 Absolute Power                                                                           | 1997   | いずれもホワイトハウスで起きた殺人事件を主題としている。 |
| ストーム The House of Yes                                                                         | 1997   | 家族という名の他人 The Myth of Fingerprints                                                   | 1997   | いずれも感謝祭のために集まった機能不全家族を主題としている。 |
| Prefontaine                                                                                       | 1997   | Without Limits                                                                                | 1998   | いずれも、長距離走者のスティーブ・プリフォンテーンを主題としている。 |
| アンツ Antz                                                                                       | 1998   | バグズ・ライフ A Bug's Life                                                                   | 1998   | いずれも、平凡な蟻が女王アリ（または次期女王アリ）と恋に落ち、追放された後、英雄として舞い戻るまでを描いたコンピュータアニメーションである。 |
| ディープ・インパクト Deep Impact                                                                  | 1998   | アルマゲドン Armageddon                                                                       | 1998   | 他にも『Doomsday Rock』(1997)、『アステロイド/最終衝撃』(1997)、『Tycus』(1998)、『Judgment Day』(1999)など。いずれも、地球に落下する天体に立ち向かう人々を描いた映画である。1994年にシューメーカー・レヴィ第9彗星が木星に衝突した。 |
| プライベート・ライアン Saving Private Ryan                                                        | 1998   | シン・レッド・ライン The Thin Red Line                                                        | 1998   | どちらも第二次世界大戦をテーマにしたドラマ。 |
| Dead Man on Campus                                                                                | 1998   | デッドマンズ・カーブ The Curve                                                                | 1998   | いずれも、都市伝説である「Pass by catastrophe」を利用する大学生を主題としている。 |
| 54 フィフティ★フォー 54                                                                           | 1998   | ラスト・デイズ・オブ・ディスコ Last Days of Disco                                             | 1998   | 共に、1970年代後半の衰退しつつある「ディスコ時代」を背景にしている。 |
| トゥルーマン・ショー The Truman Show                                                              | 1998   | エドtv Ed TV                                                                                  | 1999   | いずれも一人の人間の生活がリアリティ番組として放送されているという設定である。 |
| タロス・ザ・マミー/呪いの封印 Tale of the Mummy                                                   | 1998   | ハムナプトラ/失われた砂漠の都 The Mummy                                                       | 1999   | いずれも、現代によみがえったミイラが人々を殺す内容である。 |
| ダークシティ Dark City                                                                            | 1998   | マトリックス The Matrix                                                                       | 1999   | いずれも、現実と空想の境界を主題としたSFアクション映画であり、マトリックスが公開された1999年には、同様の主題を扱った『13F』と『イグジステンズ』が公開されている。なお、『ダークシティ』を除く3作品には、コンピュータによって生成される仮想現実の世界が登場している。 |
| エントラップメント Entrapment                                                                     | 1999   | トーマス・クラウン・アフェアー The Thomas Crown Affair                                        | 1999   | いずれも、美女と絵画泥棒の恋を描いている。 |
| エンド・オブ・デイズ End of Days                                                                  | 1999   | スティグマータ 聖痕 Stigmata                                                                  | 1999   | 『ロスト・ソウルズ』(2000)も含め、いずれもカトリック教会が絡む超自然的宗教ホラー。『エンド・オブ・デイズ』と『スティグマータ 聖痕』の二作には、共にガブリエル・バーンが主要キャストで出演している。『エンド・オブ・デイズ』と『ロスト・ソウルズ』の二作では、共にサタンが人間の体に憑依するという内容。 |
| ホーンティング The Haunting                                                                       | 1999   | TATARI タタリ House on Haunted Hill                                                           | 1999   | どちらも、事情を知らない者たちを騙して幽霊屋敷に連れ込むという内容。ちなみにどちらもリメイク作品。 |
| アンドリューNDR114 Bicentennial Man                                                               | 1999   | A.I. A.I. Artificial Intelligence                                                             | 2001   | いずれも、人間になることを夢見る人型ロボットを主題としている。 |
| エル・ドラド 黄金の都 The Road to El Dorado                                                       | 2000   | ラマになった王様 The Emperor's New Groove                                                     | 2000   | いずれもラテンアメリカを舞台としたアニメ映画である。 |
| 最終絶叫計画 Scary Movie                                                                          | 2000   | SHRIEK（シュリーク） 最低絶叫計画 !? Shriek If You Know What I Did Last Friday the Thirteenth | 2000   | いずれも、ホラー映画のパロディである。 |
| ミッション・トゥ・マーズ Mission to Mars                                                          | 2000   | レッドプラネット Red Planet                                                                   | 2000   | いずれも火星探索を主題としたSF映画である。 |
| ワンダー・ボーイズ Wonder Boys                                                                    | 2000   | 小説家を見つけたら Finding Forrester                                                          | 2000   | いずれも、作家と学生の交流を主題としている。 |
| スコア The Score                                                                                  | 2001   | ザ・プロフェッショナル Heist                                                                  | 2001   | いずれも大規模な窃盗を題材としたスリラー映画である。 |
| オータム・イン・ニューヨーク Autumn In New York                                                   | 2000   | スウィート・ノベンバー Sweet November                                                         | 2001   | いずれも、自由奔放な人生を送ってきた女性が不治の病を宣告される内容となっている。 |
| ジョー・ダート 華麗なる負け犬の伝説 Joe Dirt                                                      | 2001   | Run Ronnie Run!                                                                               | 2002   | いずれもレッドネックを題材としたコメディ映画である。 |
| キャンパス・クレージー Stealing Harvard                                                           | 2002   | オレンジカウンティ Orange County                                                              | 2002   | どちらも、名門大学の合格や学費を得るために、思い切った手段をとる人々を描いたコメディ映画である。 |
| スナイパー Liberty Stands Still                                                                   | 2002   | フォーン・ブース Phone Booth                                                                  | 2002   | いずれも、公衆電話にかかってきた電話を受け取った人物が事件に巻き込まれる内容となっている。 |
| フレディVSジェイソン Freddy vs. Jason                                                             | 2003   | エイリアンVSプレデター Alien vs. Predator                                                     | 2004   | いずれも、1980年代のホラー映画の大物同士の対決を描いている。 |
| チェイシング・リバティ Chasing Liberty                                                            | 2004   | ホワイト・プリンセス First Daughter                                                           | 2004   | いずれも、アメリカ合衆国大統領の娘を主題としており、反抗的な人物造形という点においても同様である。 |
| 地獄の変異 The Cave                                                                               | 2005   | ディセント The Descent                                                                        | 2005   | いずれも、洞窟で怪物に遭遇する内容となっている。 |
| パニック・フライト Red Eye                                                                        | 2005   | フライトプラン Flightplan                                                                     | 2005   | いずれも飛行機を舞台としたスリラー映画である。 |
| 宇宙戦争 War of the Worlds                                                                        | 2005   | H.G.ウェルズ 宇宙戦争 -ウォー・オブ・ザ・ワールド- H. G. Wells' The War of the World          | 2005   | 同年に公開された『ザ・カウントダウン 地球大戦争』を含め、 いずれも H・G・ウェルズの『宇宙戦争』を原作としている。 宇宙戦争 (H・G・ウェルズ)#2005年における「宇宙戦争」のメディア展開も参照 |
| スカイ・ハイ Sky High                                                                             | 2005   | キャプテン・ズーム Zoom                                                                       | 2006   | いずれも、少年がスーパーヒーローになる様子を描いた映画である。 |
| マダガスカル Madagascar                                                                           | 2005   | ライアンを探せ! The Wild                                                                      | 2006   | いずれも、セントラル・パーク動物園の動物たちが自然界に飛び出す様子を描いたコンピュータアニメーション映画である。 |
| カポーティ Capote                                                                                 | 2005   | Infamous                                                                                      | 2006   | いずれも、トルーマン・カポーティーが『冷血』を書き上げるまでの様子を題材としている。 |
| ベオウルフ Beowulf & Grendel                                                                      | 2005   | ベオウルフ/呪われし勇者 Beowulf                                                               | 2007   | いずれも、ベオウルフ伝説を題材としている。 |
| Zzyzx                                                                                             | 2006   | フラッシュバック・キラー Zyzzyx Road                                                          | 2006   | いずれもカリフォルニア州ジージックスを舞台に、死体を隠そうとする者たちを描いている。 |
| ユナイテッド93 United 93                                                                          | 2006   | エアポート ユナイテッド93 Flight 93                                                           | 2006   | いずれもユナイテッド航空93便テロ事件を題材としている。 |
| プレステージ The Prestige                                                                         | 2006   | 幻影師アイゼンハイム The Illusionist                                                          | 2006   | いずれも19世紀の奇術師を題材としている。 |
| 森のリトル・ギャング Over The Hedge                                                               | 2006   | オープン・シーズン Open Season                                                                | 2006   | いずれも、野生動物と人間の戦いを描いたコンピュータアニメーション映画である。 |
| ハッピー フィート Happy Feet                                                                      | 2006   | サーフズ・アップ Surf's Up                                                                    | 2007   | いずれも、ペンギンを主題としたコンピュータアニメーション映画である。 |
| The Zodiac                                                                                        | 2005   | ゾディアック Zodiac                                                                           | 2007   | 2007年に公開された『Curse of the Zodiac』同様、ゾディアック事件を題材としている。 |
| アメリカン・クライム An American Crime                                                            | 2007   | 隣の家の少女 The Girl Next Door                                                               | 2007   | いずれも、ガートルード・バニシェフスキーによる虐待殺人事件を題材としている。 |
| 幸せになるための27のドレス 27 Dresses                                                             | 2008   | 近距離恋愛 Made of Honor                                                                      | 2008   | いずれも親友の結婚式にブライズメイドとして参加する女性を描いている。 |
| ココ・シャネル Coco Chanel                                                                        | 2008   | ココ・アヴァン・シャネル Coco Before Chanel                                                   | 2009   | 2009年に公開された『シャネル&ストラヴィンスキー』同様、ココ・シャネルを主題としている。 |
| イーグル・アイ Eagle Eye                                                                          | 2008   | エネミーオブU.S.A. Echelon Conspiracy                                                         | 2009   | どちらも、ユビキタスな監視とほぼすべてのテクノロジーへの無限のアクセスによってアメリカを守ることを使命とする政府のAIスーパーコンピュータが、自律し人間には制御不能となっていく様を描いている。 |
| REPO! レポ Repo! The Genetic Opera                                                                | 2008   | レポゼッション・メン Repo Men                                                                 | 2010   | いずれも、ディストピア的な未来を舞台に人工臓器の回収人を描いている。 |
| オブザーブ・アンド・レポート Observe and Report                                                   | 2009   | モール★コップ Paul Blart: Mall Cop                                                            | 2009   | いずれもショッピングモールの警備員を主人公にしており、肥満体であるとう点においても共通している。 |
| GAMER Gamer                                                                                       | 2009   | サロゲート Surrogates                                                                         | 2009   | 同年に公開された『アバター』同様、肉体の遠隔操作という要素が登場している。 |
| ノウイング Knowing                                                                                | 2009   | 2012                                                                                          | 2009   | いずれも世界の破滅を描いている。 |
| ザ・ロード The Road                                                                               | 2009   | ザ・ウォーカー The Book of Eli                                                                | 2010   | いずれも、主人公が終末を迎えた後の世界を放浪する内容である。 |
| アーマード 武装地帯 Armored                                                                       | 2009   | テイカーズ Takers                                                                             | 2010   | いずれも、強盗を題材としたアクションスリラーであり、マット・ディロンが出演している点も同じである。 |
| 特攻野郎Aチーム THE MOVIE The A-Team                                                              | 2010   | ルーザーズ The Losers                                                                         | 2010   | どちらの作品も、秘密任務で裏切られた軍人たちが、贖罪と報復のために奔走するアクション映画。さらに、どちらも他の媒体の既存のシリーズをベースにしている（一方はテレビ番組『特攻野郎Aチーム』、もう一方はコミック『The Losers』をベースにしている）。 |
| 怪盗グルーの月泥棒 Despicable Me                                                                  | 2010   | メガマインド Megamind                                                                         | 2010   | いずれも悪党を主人公にしたコンピュータアニメーション映画であり、より邪悪な存在を打ち破る展開を迎える点においても共通している。 |
| スカイライン -征服- Skyline                                                                       | 2010   | 世界侵略: ロサンゼルス決戦 Battle: Los Angeles                                                | 2011   | どちらも主にロサンゼルスを舞台にしたエイリアン侵略映画である。『世界侵略: ロサンゼルス決戦』のスタジオであるソニー・ピクチャーズは、『スカイライン -征服-』の監督や特殊効果などの製作陣に対して、同種の映画のためにアイデアや機材を盗用したとの疑いで訴訟を起こした。後にソニーは、自分たちの特殊効果が『スカイライン』に使われていないことに満足していると述べ、彼らの調停を終わらせた。                                                                        |
| バウンティー・ハンター The Bounty Hunter                                                          | 2010   | ラブ&マネー One for the Money                                                                 | 2012   | どちらも賞金稼ぎがかつての恋人を追いかける内容となっている。 |
| センチュリオン (映画) Centurion                                                                   | 2010   | 第九軍団のワシ The Eagle                                                                      | 2011   | いずれも、第9軍団ヒスパナの壊滅を描いている。 |
| 抱きたいカンケイ No Strings Attached                                                              | 2011   | ステイ・フレンズ Friends with Benefits                                                        | 2011   | いずれも、セックスフレンドが本当の恋人同士になる様子を描いたロマンティックコメディである。『抱きたいカンケイ』の仮題は 『Friends with Benefits』だったが、同名の映画が製作中だったため、『No Strings Attached』に変更した経緯がある。 |
| War of the Buttons                                                                                | 2011   | War of the Buttons                                                                            | 2011   | いずれも、1912年に発表された小説『ボタン戦争』の映画化で、前者はアルジェリア戦争を舞台とし後者は第二次世界大戦を舞台にしている。 |
| ザ・レイド The Raid                                                                               | 2011   | ジャッジ・ドレッド Dredd                                                                      | 2012   | どちらの作品も、犯罪者を追って高層ビルに潜入した警察官が、ビルを支配する犯罪組織のボスが犯罪者でもある住民たちに警察官を襲わせようとする場面を描いている。 |
| エンド・オブ・ザ・ワールド 地球最後の日、恋に落ちる Extraterrestrial                              | 2011   | エンド・オブ・ザ・ワールド Seeking a Friend for the End of the World                          | 2012   | 2011年に公開された『4:44 地球最期の日』と『メランコリア』(2011)同様、世界の終末を描いている。 |
| カルテット! 人生のオペラハウス Quartet                                                            | 2012   | 25年目の弦楽四重奏 A Late Quartet                                                             | 2012   | いずれも、老人たちによる弦楽四重奏団を主題としている。 |
| ザ・ガール ヒッチコックに囚われた女 The Girl                                                      | 2012   | ヒッチコック Hitchcock                                                                        | 2012   | いずれも アルフレッド・ヒッチコックの伝記映画である。 |
| 白雪姫と鏡の女王 Mirror Mirror                                                                    | 2012   | スノーホワイト Snow White and the Huntsman                                                    | 2012   | いずれも、白雪姫の翻案作品である。 |
| ゼロ・ダーク・サーティ Zero Dark Thirty                                                           | 2012   | ネイビーシールズ: チーム6 Seal Team Six: The Raid on Osama Bin Laden                          | 2012   | いずれも、オサマ・ビン・ラディンの暗殺を題材としている。 |
| アップサイドダウン 重力の恋人 Upside Down                                                         | 2012   | サカサマのパテマ                                                                              | 2013   | いずれも、重力が正反対の世界に暮らす二人の人間の恋を描いている。 |
| もうひとりの息子 The Other Son                                                                    | 2012   | そして父になる                                                                                | 2013   | いずれも新生児取り違えを題材としている。 |
| シージャック A Hijacking                                                                          | 2012   | キャプテン・フィリップス Captain Phillips                                                     | 2013   | いずれもソマリア沖の海賊を主題としている。 |
| イップ・マン 最終章 Ip Man: The Final Fight                                                       | 2013   | グランド・マスター The Grandmaster                                                            | 2013   | いずれも、イップ・マンを主題としている。 |
| スティーブ・ジョブズ Jobs                                                                         | 2013   | スティーブ・ジョブズ Steve Jobs                                                               | 2015   | いずれも、スティーブ・ジョブズを主題としている。 |
| エンド・オブ・ホワイトハウス Olympus Has Fallen                                                   | 2013   | ホワイトハウス・ダウン White House Down                                                       | 2013   | いずれも、ホワイトハウス襲撃を題材としている。 |
| オブリビオン Oblivion                                                                             | 2013   | アフター・アース After Earth                                                                  | 2013   | いずれも、主人公が地球の危機を回避するために戦う内容となっている。 |
| ディス・イズ・ジ・エンド 俺たちハリウッドスターの最凶最期の日 This Is the End                     | 2013   | ワールズ・エンド 酔っぱらいが世界を救う! The World's End                                      | 2013   | 同年に公開された『エンド・オブ・ザ・アース』(2013)同様、世界の終わりを題材としたコメディ映画である。 |
| 嗤う分身 The Double                                                                               | 2013   | 複製された男 Enemy                                                                            | 2013   | いずれも主人公がドッペルゲンガーに遭遇する内容となっている。 |
| 『ザ・マシーン』 The Machine                                                                      | 2013   | 『オートマタ』 Autómata                                                                       | 2014   | 『トランセンデンス』(2014),『Uncanny』(2015),『エクス・マキナ』(2014);同様、いずれもAIまたはロボットを主題としている。 |
| イヴ・サンローラン Yves Saint Laurent                                                             | 2014   | SAINT LAURENT/サンローラン Saint Laurent                                                      | 2014   | いずれも イヴ・サン＝ローランの伝記映画である。 |
| ヘラクレス Hercules                                                                               | 2014   | ザ・ヘラクレス The Legend of Hercules                                                         | 2014   | 同年に公開された『ヘラクレス 帝国の侵略』同様、いずれもヘラクレス伝説を題材としている。 |
| イコライザー The Equalizer                                                                        | 2014   | ジョン・ウィック John Wick                                                                    | 2014   | いずれも、暗殺者による復讐を主題としている。 |
| ライフ・アフター・ベス Life After Beth                                                            | 2014   | ゾンビ・ガール Burying the Ex                                                                 | 2014   | 前年に公開された『ウォーム・ボディーズ』同様、 いずれもゾンビの出てくるロマンティックコメディ映画である。 |
| あなたを見送る7日間 This Is Where I Leave You                                                     | 2014   | 8月の家族たち August: Osage County                                                            | 2014   | いずれも、父の葬儀のために集まった機能不全家族を主題としている。 |
| アンフレンデッド Unfriended                                                                       | 2014   | デッド・フレンド・リクエスト Friend Request                                                   | 2016   | いずれも、SNSを主題としたホラー映画である。 |
| 顔のないヒトラーたち Labyrinth of Lies                                                            | 2014   | アイヒマンを追え! ナチスがもっとも畏れた男 The People vs. Fritz Bauer                         | 2015   | 『検事フリッツ・バウアー ナチスを追い詰めた男』(2016年)を含めて、いずれも、フリッツ・バウアーを筆頭とする検察官グループによるフランクフルト・アウシュビッツ裁判に至るまでの努力を描いた作品。 |
| ムーン・ウォーカーズ Moonwalkers                                                                  | 2015   | Operation Avalanche                                                                           | 2016   | いずれも、アポロ計画陰謀論を題材としている。 |
| ビューティー・インサイド The Beauty Inside                                                        | 2015   | エブリデイ Every Day                                                                          | 2018   | どちらも、女性と、毎日違う体で目覚める霊体とのロマンスを描く作品。 |
| 偉大なるマルグリッド Marguerite                                                                   | 2015   | マダム・フローレンス! 夢見るふたり Florence Foster Jenkins                                    | 2016   | いずれも フローレンス・フォスター・ジェンキンスの人生を題材としている。 |
| オデッセイ The Martian                                                                            | 2015   | フォース・プラネット Approaching the Unknown                                                  | 2016   | どちらも、火星へのミッションで宇宙に取り残された男が、生き延びる方法を考えていくという内容が描かれている。 |
| 007 スペクター Spectre                                                                            | 2015   | ミッション:インポッシブル/ローグ・ネイション Mission: Impossible – Rogue Nation               | 2015   | 両作品とも、情報機関が閉鎖されている中、オーストリア、モロッコ、ロンドンで謎めいた犯罪組織を追いかける主人公たちの姿が描かれている。パラマウント社は、『007 スペクター』との競合を避けるために、『ミッション:インポッシブル/ローグ・ネイション』の公開日を前倒ししなければならなくなった。 |
| ライ麦畑で出会ったら Coming Through the Rye                                                       | 2015   | ライ麦畑の反逆児 ひとりぼっちのサリンジャー Rebel in the Rye                                  | 2017   | いずれも、J・D・サリンジャーを主題としている。 |
| 母が教えてくれたこと Other People                                                                 | 2016   | 最高の家族の見つけかた The Hollars                                                            | 2016   | いずれも、ニューヨーク在住の作家が、母の末期がんを知って故郷に帰る内容である。 |
| Southside with You                                                                                | 2016   | バリー Barry                                                                                  | 2016   | いずれも、若き日のバラク・オバマ を題材としている。 |
| クリスティーン Christine                                                                          | 2016   | ケイト・プレイズ・クリスティーン Kate Plays Christine                                         | 2016   | いずれもクリスティーン・チュバックを主題としているが、『ケイト・プレイズ・クリスティーン』はケイト・リン・シェイルがチュバックを演じることを通じて真相に迫るドキュメンタリー映画である。 |
| はじまりへの旅 Captain Fantastic                                                                  | 2016   | ガラスの城の約束 The Glass Castle                                                             | 2017   | どちらも、文明社会から隔絶された生活を送る大家族が、その道徳的な問題に対処するという内容である。 |
| ハイドリヒを撃て!「ナチの野獣」暗殺作戦 Anthropoid                                                | 2016   | ナチス第三の男 The Man with the Iron Heart                                                    | 2017   | いずれも、ナチスのラインハルト・ハイドリヒ暗殺計画であるエンスラポイド作戦を題材としている。 |
| ジャングル・ブック The Jungle Book                                                                | 2016   | モーグリ: ジャングルの伝説 Mowgli: Legend of the Jungle                                       | 2018   | いずれも、ラドヤード・キップリングの小説『ジャングル・ブック』を原作としており、このうち、2016年に公開された『ジャングル・ブック』は、1967年に公開されたアニメ映画のリメイクである。 |
| チャンプ Chuck                                                                                    | 2016   | The Brawler                                                                                   | 2019   | いずれも、チャック・ウェプナーを題材としている。 |
| チャーチル ノルマンディーの決断 Churchill                                                         | 2017   | ウィンストン・チャーチル/ヒトラーから世界を救った男 Darkest Hour                              | 2017   | いずれも、ウィンストン・チャーチルを主題としている。また、この2作品が公開される1年前の2016年にはテレビ映画『Churchill's Secret』が放送されている。 |
| ウィンストン・チャーチル/ヒトラーから世界を救った男 Darkest Hour                                  | 2017   | ダンケルク Dunkirk                                                                            | 2017   | 両作品とも、ダンケルク撤退作戦を描いたものである。 |
| グッバイ・クリストファー・ロビン Goodbye Christopher Robin                                        | 2017   | プーと大人になった僕 Christopher Robin                                                        | 2018   | いずれも、A・A・ミルンの『クマのプーさん』および、登場人物のモデルであり、ミルンの息子であるクリストファー・ロビン・ミルンを主題としている。 |
| Crowhurst                                                                                         | 2017   | 喜望峰の風に乗せて The Mercy                                                                  | 2018   | いずれも、ドナルド・クローハーストが単独無寄港世界一周レースに参加する様子を主題としている。これらの作品は、主題が同じであるだけでなく、同じスタジオであるスタジオカナルによって配給されたというユニークな点がある。StudioCanal UKの責任者であるダニー・パーキンスによると、同社は低予算作品である『Crowhurst』を「（低予算であるがゆえに）製作をコントロールできると考え」購入したという。                                                                      |
| ウトヤ島、7月22日 U – July 22                                                                     | 2018   | 7月22日 (映画) 22 July                                                                        | 2018   | いずれも、ノルウェー連続テロ事件（ウトヤ島での銃乱射事件）を題材としている。 |
| シンク・オア・スイム イチかバチか俺たちの夢 Sink or Swim                                          | 2018   | シンクロ・ダンディーズ! Swimming with Men                                                     | 2018   | どちらも、中年の危機に直面している男が、男性ばかりのシンクロナイズドスイミングチームに参加するという内容。 |
| アップグレード Upgrade                                                                            | 2018   | ヴェノム Venom                                                                                | 2018   | いずれも、人間と共生関係を持つ地球外生命体を描いている。 また、それぞれで主演を務めたローガン・マーシャル＝グリーンとトム・ハーディの風貌が似ているという指摘もある。 |
| スモールフット Smallfoot                                                                          | 2018   | スノーベイビー Abominable                                                                     | 2019   | いずれも、イエティを主題としたコンピュータアニメーション映画である。 |
| Puppet Master: The Littlest Reich                                                                 | 2018   | パペット大騒査線 追憶の紫影 The Happytime Murders                                             | 2018   | いずれも、パペットを用いたダークコメディである。 |
| クワイエット・プレイス A Quiet Place                                                              | 2018   | ザ・サイレンス 闇のハンター The Silence                                                       | 2019   | いずれも聴覚を頼りに人間を襲う怪物を主題としている。 |
| ビューティフル・ボーイ Beautiful Boy                                                              | 2018   | ベン・イズ・バック Ben Is Back                                                                | 2018   | いずれも、10代の息子が薬物中毒に陥る様子描いたメロドラマである。 |
| スケート・キッチン Skate Kitchen                                                                  | 2018   | mid90s ミッドナインティーズ Mid90s                                                            | 2018   | いずれもスケートボードを題材とした青春映画であり、スケートボード経験のある出演者がいることや、グループ内の新入りが物語の中心にいること、シングルマザーが登場する点においても共通している。 |
| RBG 最強の85才 RBG                                                                                | 2018   | ビリーブ 未来への大逆転 On the Basis of Sex                                                   | 2018   | いずれも、ルース・ベイダー・ギンズバーグを主題としている。 |
| バトル・オブ・ブリテン 史上最大の航空作戦 Hurricane                                               | 2018   | 303 Squadron: The True Story                                                                  | 2018   | いずれも、バトル・オブ・ブリテンならびに第303コシチュシコ戦闘機中隊を主題とした歴史映画である。 『バトル・オブ・ブリテン 史上最大の航空作戦』はイギリスとポーランドの共同制作であるのに対し、『303 Squadron: The True Story』はポーランドの単独制作である。短期間で似た題名の映画が何本も作られたため、混同を招いた。 |
| ミスター・ロジャースのご近所さんになろう Won't You Be My Neighbor?                                | 2018   | 幸せへのまわり道 A Beautiful Day in the Neighborhood                                          | 2019   | いずれも、テレビ司会者フレッド・ロジャースを主題としている。 |
| ロスト・マネー 偽りの報酬 Widows                                                                  | 2018   | ザ・キッチン The Kitchen                                                                      | 2019   | いずれも、亡き夫の犯罪を継ぐ平凡な主婦を題材としている。 |
| Lez Bomb                                                                                          | 2018   | ハピエスト・ホリデー 私たちのカミングアウト Happiest Season                                   | 2020   | どちらの作品も、休暇中に保守的な家族にカミングアウトしようとしたレズビアンたちが、自分たちの性的志向を隠すために利用した元カレに告白されるというストーリーで、『Lez Bomb』は感謝祭、『ハピエスト・ホリデー 私たちのカミングアウト』はクリスマスが舞台となっている。 |
| ファイア・フロード Fyre Fraud                                                                     | 2019   | FYRE: 夢に終わった史上最高のパーティー Fyre                                                   | 2019   | いずれの作品もファイア・フェスティバル事件を題材としている。 |
| 僕のワンダフル・ジャーニー A Dog's Journey                                                        | 2019   | エンツォ レーサーになりたかった犬とある家族の物語 The Art of Racing in the Rain               | 2019   | いずれも犬の生活を当事者の視点から描いている。 |
| ハリウッド1969 シャロン・テートの亡霊 The Haunting of Sharon Tate                                 | 2019   | ワンス・アポン・ア・タイム・イン・ハリウッド Once Upon a Time in Hollywood                    | 2019   | いずれもシャロン・テートとその死を主題としている。前者は事件をドラマ化したホラー・スリラー映画であるが、後者は殺人が起きていない別世界が舞台である。 |
| ザ・ラウデスト・ボイス-アメリカを分断した男- The Loudest Voice                                    | 2019   | スキャンダル Bombshell                                                                        | 2019   | いずれも、FOXニュースの創立者であるロジャー・エイルズを題材としている。 |
| 燃ゆる女の肖像 Portrait of a Lady on Fire                                                         | 2019   | アンモナイトの目覚め Ammonite                                                                 | 2020   | どちらの作品も1800年頃の英仏海峡沿岸を舞台に、階級差によって複雑になっている禁断のレズビアン関係が描かれている。 |
| 王の願い ハングルの始まり The King's Letters                                                      | 2019   | 世宗大王 星を追う者たち Forbidden Dream                                                       | 2019   | いずれも、世宗を主題としている。 |
| Ujda Chaman                                                                                       | 2019   | Bala                                                                                          | 2019   | どちらのボリウッド映画も、早すぎるハゲのために社会的な嘲笑の対象となり、配偶者探しに悩む男性を描いた作品である。この2つの映画の公開日はわずか1週間違いで、両作品の予告編が酷似していることから、監督が公開延期を裁判所に申し立てたこともあった。 |
| 『17歳の瞳に映る世界』 Never Rarely Sometimes Always                                              | 2020   | Unpregnant                                                                                    | 2020   | どちらも、10代の女の子が妊娠したことを知り、親の同意を得ずに中絶するために親友と一緒に別の州へドライブ旅行に出かけるという内容のアメリカの映画。 |
| ＃生きている #살아있다                                                                            | 2020   | クレイジーズ 42日後 Alone                                                                     | 2020   | 舞台は異なるが、同じ脚本をベースとしたゾンビ映画 |

## その他の意味

### 一つの物語を二つの視点から
「ツインフィルム」という用語は、同じ製作会社が、同じストーリーを2つの異なる視点から語ることを目的として製作した映画にも使用されている場合がある。
- 『愛のためいき 第一部フランソワズの告白（英語版）』（1964年）と『愛のためいき 第二部ジャン・マルクの告白（英語版）』（1964年）は、同じキャストを使い、同じストーリーを2つの異なる視点から描いている[87]。
- 第二次世界大戦の映画『父親たちの星条旗』（2006年）と『硫黄島からの手紙』（2006年）は、硫黄島の戦いについて、アメリカ海兵隊員と日本兵の視点から語られている[88][89]。

### 多言語映画
「ツインフィルム」という用語は、多言語版映画にも使用されている場合がある。
- 『Raavan』（2010年）と『Raavanan』（2010年）では、同じようなキャストでヒンディー語とタミル語の両方のシーンを撮影している[90]。